# Cyrtodactylus phongnhakebangensis
Cyrtodactylus phongnhakebangensis (vietnam: Thằn lằn Phong Nha-Kẻ Bàng) é gecko novo descoberto por cientistas alemães em parque nacional Phong Nha-Ke Bang em 2002. Esta espécie vive na pedra calcária e come insetos.

## Reference
1. ↑  New lizard found